# Fuller House
Fuller House is een Amerikaanse komische televisieserie, die sinds februari 2016 door Netflix wordt uitgezonden, in Nederland en Vlaanderen in een Nederlands nagesynchroniseerde versie. De serie is een vervolg op de serie Full House die liep van 1987 tot 1995. De meeste originele castleden keerden terug om hun rol opnieuw te vertolken, met uitzondering van Mary-Kate en Ashley Olsen, die vroeger Michelle Tanner speelden.

## Verhaal
In Fuller House staat de oudste dochter van de familie Tanner, DJ, centraal. DJ is ondertussen dierenarts. Ze is onlangs weduwe geworden en blijft achter met drie kinderen. Ze roept de hulp in van haar zus Stephanie, die ondertussen muzikante is geworden in navolging van haar oom Jesse. Ook haar oude buurmeisje Kimmy Gibbler, die zelf moeder is van een tienermeisje, komt te hulp.

## Rolverdeling
- Candace Cameron Bure als DJ Tanner-Fuller - Nederlandse stem: Daphne Flint

Donna-Jo alias DJ is de oudste dochter van Danny en Pam Tanner. Pam wordt echter doodgereden door een dronken automobilist. DJ heeft het erg moeilijk met de dood van haar moeder, maar wil er zijn voor haar zusjes Stephanie en Michelle. Gelukkig krijgt haar vader hulp van haar oom Jesse Katsopolis en haar vaders beste vriend Joey Gladstone. Als Jesse bij hun intrekt komen ze een kamer te kort. Jesse gaat in de kamer van Stephanie. En Stephanie moet samen met DJ een kamer delen. DJ vindt dit eerst maar niets en wil in de garage gaan wonen. Later ziet ze de waarde in om met haar zus een kamer te delen en ziet Stephanie als een van haar beste vriendinnen. DJ's andere beste vriendin is Kimmy Gibbler, een meisje dat door de anderen raar wordt gevonden. DJ heeft een vast vriendje, Steve Hale. Jaren gaan voorbij en DJ en Steve zijn vlak na het afstuderen toch uit elkaar gegaan, wanneer DJ (die voor diergeneeskunde heeft gestudeerd) brandweerman Tommy Fuller heeft leren kennen. Ze zijn met elkaar getrouwd en hebben in de vijftien jaar van hun huwelijk drie kinderen gekregen, Jackson, Max en baby Tommy Jr. Dan komt Tommy Sr. om bij een brand en laat hij DJ alleen achter met hun drie kinderen. DJ gaat weer bij haar vader wonen. Maar die heeft net een aanbieding gekregen om Wake Up, San Francisco! door heel Amerika te laten uitzenden, als Goodmorning America!. Alleen moeten hij, Becky en Jesse daarvoor wel in Los Angeles gaan wonen. Ter afscheid komen Joey en Stephanie thuis. DJ heeft het er erg moeilijk mee dat haar ouderlijk huis verkocht gaat worden. En dat ze voor het eerst alleen is. Ze heeft nog steeds contact met haar beste vriendin Kimmy die inmiddels gescheiden is en haar dochter Ramona probeert op te voeden. Op de dag van vertrek lijkt alles mis te gaan. De achterachterkleindochter van Comet, de hond die ze hadden als kinderen, krijgt puppy's en dat lukt niet. Steve die de eigenaar is van de hond vraagt DJ om hulp. En baby Tommy heeft een oorontsteking. Zoon Max probeert ondertussen zijn moeder ook nog over te halen om een puppy te krijgen. DJ stort in en lucht haar hart bij baby Tommy niet wetend dat haar familie meeluistert via de babyfoon. Danny, Jesse, Becky en Joey willen opnieuw voor de nieuwe Tanner telgen zorgen. Maar Stephanie besluit dat het haar tijd is en trekt samen met Kimmy en Ramona bij DJ in hun ouderlijk huis in. DJ komt er achter dat ze steeds meer op haar vader begint te lijken en krijgt hierdoor steeds meer respect voor hem. Ze moet haar drie kinderen proberen op te voeden en ondertussen kostwinner zijn van het gezin. Ook al voelt ze zich schuldig naar haar toe, begint ze langzaam te daten met Steve Hale en Dr Matt. Beide mannen vinden haar erg leuk. Maar DJ weet niet voor wie ze moet kiezen
- Jodie Sweetin als Stephanie Tanner - Nederlandse stem: Jeske van de Staak

Stephanie is de middelste dochter van Danny en Pam Tanner. Ze is nog erg jong als haar moeder verongelukt en kan zich haar lang niet zo goed herinneren als haar oudere zus DJ. Stephanie is vooral dol op haar oom Jesse. Samen met hem maakt ze graag muziek en ze is ook door het dolle heen als Jesse en Joey bij hen intrekken. Helemaal als dat betekent dat ze samen met DJ op een kamer moet. Ook al vliegen Stephanie en DJ elkaar geregeld in de haren zijn ze toch dol op elkaar. Stephanies beste vriendje is Harry Takayama. Jaren later reist Stephanie de wereld rond als Club DJ. Ze gebruikt de naam van haar zus en is bekend als DJ Tanner. Als haar ouderlijk huis verkocht wordt besluit ze om afscheid te nemen naar huis te gaan. Haar zus is net weduwe geworden, maar ze kent haar neefjes niet zo heel goed. Toch besluit ze te blijven als ze ziet hoe moeilijk haar zus het heeft met alleenstaande moeder te zijn. Ze treedt hiermee in de voetsporen van haar oom Jesse en gaat bij DJ en de kinderen wonen. Tot haar schrik besluit Kimmy hetzelfde te doen. Toch groeien Stephanie en Kimmy steeds dichter naar elkaar toe en sluiten ze elkaar in elkaars hart. Stephanie leert gaandeweg hoe het is om kinderen op te voeden en als DJ zegt dat ze ooit zelf moeder wordt, bekent Stephanie dat ze geen kinderen kan krijgen.
- Andrea Barber als Kimmy Gibbler - Leonoor Koster

Kimmy is het buurmeisje van de Tanners. De meeste mensen vinden haar raar en irritant. Kimmy komt vaak ongevraagd binnen zetten. Ze heeft een heel aparte kledingstijl, heeft stiekem een oogje op Jesse en is ervan overtuigd dat Jesse haar ook leuk vindt. Ze trekt tot afschuw van iedereen overal haar schoenen uit. Inmiddels is Kimmy volwassen geworden. Ze was getrouwd met Fernando en heeft samen met hem een dochter, Ramona. Kimmy is een feestplanner geworden en doet alles op de Gibbler manier. Als de man van haar beste vriendin DJ Tanner-Fuller overlijdt wil ze haar vriendin helpen. Als Stephanie besluit bij DJ in huis te gaan wonen, besluit Kimmy hetzelfde te doen. Al snel komen de vriendinnen er achter dat hun manier van opvoeden totaal verschillend is. Kimmy heeft geen grenzen voor haar tienerdochter die compleet over haar heen loopt. Langzaam krijgt ze het moeder zijn echt onder de knie. Ondertussen probeert haar bijna ex-man Fernando haar terug te krijgen. Even lijkt het erop dat Fernando haar weer voor zich weet te winnen. Maar als ze opnieuw gaan trouwen, bedenkt Kimmy zich en wil eerst gewoon gelukkig zijn met hem.
- Soni Nicole Bringas als Ramona Gibbler - Venna van den Bosch

Kimmy's 13-jarige dochter. Ze wil in eerste instantie helemaal niet bij DJ en haar kinderen in huis wonen. Het betekent voor haar ook dat ze naar een andere school moet en haar vriendinnen kwijt raakt. Echter komt ze erachter dat het best wel leuk is bij DJ in huis en kan het steeds beter met Jackson en Max vinden. Als haar ouders weer met elkaar besluiten te trouwen is ze aan de ene kant heel erg blij maar niet dat ze weg moet bij DJ uit huis. Als haar moeder twijfelt over haar huwelijk zegt ze dat ze ongeacht haar beslissing achter haar staat. En als haar moeder besluit er niet mee door te gaan is ze blij dat ze in het huis mag blijven wonen.
- Michael Campion als Jackson Fuller - Nederlandse stem: Bauke van Boheemen, DJ's 13-jarige zoon die het erg moeilijk heeft met de dood van zijn vader die zijn grote held was. Als zijn grootvader Danny en ooms Jesse en Joey verhuizen en zijn tante Stephanie, Kimmy en haar dochter Ramona ook nog eens bij hem komen wonen heeft hij het helemaal moeilijk. Hij moet ook een kamer delen met zijn broertje. Als Stephanie hem vertelt dat DJ het ook moeilijk vond om een kamer met haar te delen en zelfs is weggelopen, doet hij hetzelfde. Hij verstopt zich bij Jesse achter in de auto die terug naar LA gaat. Jesse brengt hem weer terug en Jackson verzoent zich met het idee. Uiteindelijk weet hij zijn draai als oudste kind in het gezin te vinden.
- Elias Harger als Max Fuller - Nederlandse stem: Siep Bohmer, DJ's 7-jarige zoon. Hij is erg slim en netjes, en erg opgewonden als Stephanie en Kimmy bij hem in huis komen wonen. Hij vindt het moeilijk als middelste kind. Hierdoor heeft hij een sterke band met Stephanie.
- Dashiell Messitt en Fox Messitt als Tommy Fuller, DJ's peuterzoon - Nederlandse stem: Moos Parser
- Julian Gooberman als Danielle Jo Tanner-Gibbler (Dani Tanner), Stephanie en Jimmy's dochter

In de eerste aflevering van seizoen 5 is Kimmy Gibbler bevallen van de dochter van Stephanie en Jimmy, maar Stephanie en Jimmy weten de naam voor de baby nog niet. Aan het einde van de aflevering wordt de naam van de baby bekendgemaakt: Danielle Jo Tanner-Gibbler. Danielle wordt afgekort tot Dani waardoor DJ's en Stephanie's vaders naam in ere wordt gehouden. Omdat DJ zoveel voor Stephanie doet en betekent, krijgt Danielle als tweede naam Jo, waardoor haar naam als afkorting DJ is. 
Danielle komt de eerste vier afleveringen voor in seizoen 5. 
- John Stamos als Jesse Katsopolis - Nederlandse stem: Ruben Lürsen

Als zijn zus Pam verongelukt besluit Jesse bij zijn zwager Danny Tanner te gaan wonen om hem te helpen met het verzorgen van zijn drie nichtjes DJ, Stephanie en Michelle. Jesse is een muzikant die een grote hit had met het nummer Forever in Japan. Hij wordt verliefd op Danny's collega Rebecca 'Becky' Donaldson en doet er twee jaar lang alles aan om haar hart te winnen. Uiteindelijk lukt het hem en de twee gaan samenwonen op de zolder van het Tanner huis. Uiteindelijk trouwen ze en krijgen een tweeling, Alex en Nicky. Oom Jesse houdt van zijn drie nichtjes. Jaren later als Becky in LA gaat werken krijgt Jesse er de kans om zijn muziekcarrière nieuw leven in te blazen. Toch komt hij enkele keren terug naar het huis waar hij zo gelukkig was. Als hij en Becky 25 jaar getrouwd zijn zeggen ze hun geloften opnieuw.
- Bob Saget als Danny Tanner - Hein van Beem

Danny was heel erg gelukkig met zijn grote liefde Pam Katsopolis die hem drie dochters schonk: DJ, Stephanie en Michelle. Maar als Michelle nog een baby is slaat het noodlot toe. Pam wordt doodgereden door een dronken automobilist. Dan moet hij alleen voor zijn dochters zorgen. Gelukkig krijgt hij al snel hulp van zijn zwager Jesse Katsopolis en beste vriend Joey Gladstone. Danny is een sportjournalist en krijgt dan samen met de jonge Rebecca Donaldson een ontbijtshow. Wake Up, San Francisco! wordt een ware hit. Becky wordt een goede vriendin van hem en ze trouwt uiteindelijk met Jesse. Danny heeft het niet altijd makkelijk met de keuzes die zijn dochters maken maar houdt zielsveel van ze. Uiteindelijk vindt hij weer liefde bij Terri en hertrouwt met haar. Helaas gaan ze uiteindelijk alsnog uit elkaar. Jaren later is hij grootvader van Jackson, Max en Tommy en woont zijn dochter DJ weer bij hem in nadat zij haar man verloren is. Danny staat net op het punt naar LA te verhuizen. Hij het huis over aan DJ waar ze samen met Stephanie, Kimmy en de kinderen gaat wonen. 
- Dave Coulier als Joey Gladstone - Louis van Beek

Is de beste vriend van Danny en komiek, hij woonde altijd in de kelder van de Tanners en woont inmiddels in Las Vegas.
- Lori Loughlin als Rebecca Donaldson-Katsopolis - Nederlandse stem: Gaby Milder

Becky is de vrouw en grote liefde van Jesse. Ze is een collega van Danny en zorgt samen met de mannen voor de meisjes. Zelf heeft ze twee zoons die inmiddels volwassen zijn. Ook al kan het niet meer zou ze nog graag een baby willen. Hierdoor zorgt ze graag voor baby Tommy. Ze woont samen met Jesse in LA.
- Scott Weinger als Steve Hale - Mike Weerts, DJ's ex-vriendje de eerste liefde van DJ. Steve heeft een voorliefde voor de inhoud van de koelkast van de Tanners. Als DJ weduwe wordt probeert hij weer haar hart te stelen.
- Blake Tuomy-Wilhoit als Nicky Katsopolis

Een van de tweelingzoons van Jesse en Becky. Hij zit op de universiteit, maar surft meer dan studeren.
- Dylan Tuomy-Wilhoit als Alex Katsopolis

Een van de tweelingzoons van Jesse en Becky. Hij zit op de universiteit, maar surft meer dan studeren.
- Eva LaRue als Terri Tanner, was Danny's tweede vrouw. Uiteindelijk gaan zij en Danny alsnog uit elkaar.
- Michael Sun Lee als Harry Takayama.

Harry was de beste vriend van Stephanie en nodigt haar uit voor zijn huwelijk. Hij is tevens de accountant van Jesse.
- Juan Pablo Di Pace als Fernando - Kevin Hassing, Kimmy's ex-man en vader van Ramona. Hij gaat vaak vreemd en was vroeger kapper maar nu een professional autoracer. Hij probeert Kimmy weer terug voor zich te winnen en hertrouwt uiteindelijk met haar.

Overige Nederlandse stemmen:
Jimmy: Rick Sessink
Lola: Eva Kolsteren
Rose: Nala Admiraal
CJ: Lois van de Ven
Becky: Gaby Milder